# 제임스 K. 맥코니카
제임스 켈시 맥코니카(James Kelsey McConica 1930년 4월 24일~2023년 12월 20일)는 캐나다의 로마 가톨릭 사제(성 바실리 수도회), 학자 및 학술부장이다. 1984년부터 1990년까지 토론토 성 미카엘 대학 총장 겸 부총장을 역임했으며, 1996년부터 2008년까지 교황청 중세학 연구소 소장을 지냈다. 또한 옥스퍼드 올소울즈 칼리지의 펠로우로, 영국 종교개혁 이후 로마 가톨릭 사제로는 최초로 펠로우가 되었다.

## 참고 문헌
- https://www.gg.ca/en/honours/recipients/146-6622
- https://www.asc.ox.ac.uk/person/revd-dr-james-mcconica
- https://ourspace.uregina.ca/bitstream/handle/10294/3068/Third_Degree_2006-Spring.pdf?sequence=1&isAllowed=y